# Nahasson
De naam Nahasson (ook wel Nachson, Nahesson of Naäson) betekent "Tovenaar" of "Slang".
Nahasson is de zoon van Amminadab, de kleinzoon van Ram en de vader van Salmon. De vrouw van Aäron is zijn zus. In het Bijbelboek Numeri (1:7) staat hij op als hoofdman of vorst van de stam van Juda.
In het Evangelie volgens Matteüs (1:4) staat Nahasson vermeld als een van de voorouders van Jezus Christus.